# Мелек-Чесме (село)
Меле́к-Чесме́ (крим. Melek Çesme, з 1948 по 2023 рік — Октя́брське) — село Керченського району Автономної Республіки Крим.
У 2015 році село внесено до переліку населених пунктів, які потрібно перейменувати згідно із законом «Про засудження комуністичного та націонал-соціалістичного (нацистського) тоталітарних режимів в Україні та заборону пропаганди їхньої символіки».
12 травня 2016 року постановою Верховної Ради України № 1352-VIII селу повернена назва Мелек-Чесме відповідно до вимог закону «Про засудження комуністичного та націонал-соціалістичного (нацистського) тоталітарних режимів в Україні та заборону пропаганди їхньої символіки». Постанова набрала чинности у 2023 році.